# پیشخدمت (فیلم ۱۹۶۳)
پیشخدمت (به انگلیسی: The Servant) فیلمی بریتانیایی به کارگردانی جوزف لوزی با اقتباس هارولد پینتر از رمان کوتاه رابین موآم محصول سال ۱۹۶۳ است. در این فیلم درک بوگارد، سارا مایلز و جیمز فاکس به ایفای نقش پرداخته‌اند.
پیشخدمت اولین فیلم از سه کاری است که لوزی و پینتر با همکاری یکدیگر ساختند. این همکاری تصادف (۱۹۶۷) و واسطه (۱۹۷۰) را هم شامل می‌شود. پیشخدمت یک درام روانشناسانه خوش‌ساخت در مورد روابط چهار شخصیت محوری فیلم در بررسی مسائل مرتبط با طبقه اجتماعی، بندگی و کسالت زندگی طبقات بالا است.

## خلاصه داستان
تونی، جوانی از یک خانواده اشراف‌زاده، به تازگی به لندن نقل‌مکان کرده است. او هوگو بارت را به عنوان خدمتکارش اسخدام می‌کند و خیلی زود رابطه خوبی بین این دو ایجاد می‌شود. سوزان، دوست‌دختر تونی، حس خوبی نسبت به بارت ندارد و از تونی می‌خواهد او را اخراج کند، اما وی نمی‌پذیرد. داستان با ورود ورا، دختر جوانی که به ادعای بارت خواهر اوست، پیچ‌وخم بیشتری می‌گیرد.

## نکات فیلم:
- هنگامی که جوزف لوزی، کارگردان و تهیه‌کننده فیلم The Servant ، به مدت دو هفته در بیمارستان بستری شد، دیرک بوگارد، بازیگر نقش هوگو بارت، فیلمبرداری را ادامه داد. او هر روز به لوزی زنگ می‌زد و دستورالعمل‌ها را می‌گرفت. خوشبختانه هنگامی که لوزی به صحنه فیلمبرداری بازگشت، هیچ یک از این صحنه‌ها را دوباره فیلمبرداری نکرد.
- این فیلم دهمین فیلم جوزف لوزی در بریتانیا، پس از قرار گرفتن نامش در لیست سیاه هالیوود است. فیلم پیشخدمت با بودجه‌ای معادل 135,000 پوند ساخته شد و فروشی عالی در گیشه داشت. کارگردان بعدها اظهار داشت که این تنها فیلمی بود که درصدی سود برای او داشت. فیلم پیشخدمت 1963 اولین همکاری بین جوزف لوزی و هارولد پینتر بود، که به گفته پینتر سبب اولین دعوای آنها پس از 20 سال دوستی نیز شد. این دو در فیلم Accident (1967) و فیلم The Go-Between (1971) نیز بار دیگر با هم کار کردند.
- این فیلم در سال 2013، به مناسبت پنجاهمین سالگرد ساخت فیلم، بار دیگر اکران شد. فیلم در معتبرترین جشنواره فیلم‌های سینمایی انگلستان، یعنی بفتا، حضور داشت و از 8 نامزدی کسب شده، 3 جایزه در بخش بهترین بازیگر مرد انگلیسی (درک بوگارد)، بهترین فیلمبرداری، و بهترین بازیگر جدید آینده‌دار (جیمز فاکس) را از آن خود کرد. حلقه منتقدین فیلم نیویورک نیز این فیلم را نامزد بهترین بازیگر مرد و بهترین کارگردانی دانست و جایزه بهترین فیلمنامه را تقدیم هارولد پینتر کرد. فیلم قدیمی پیشخدمت در جشنواره فیلم ونیز نامزد جایزه شیر طلایی شد. این فیلم درام ماندگار در مجموع 8 برد و 10 نامزدی در جشنواره‌های مختلف را کسب کرده است.
- فیلم The Servant نه تنها فروش خوبی در گیشه داشت، بلکه از سوی منتقدین نیز با تحسین فراوانی همراه شد. بنیاد فیلم بریتانیا در سال 1999، این فیلم را به عنوان بیست‌ودومین فیلم برتر انگلیسی در طول تاریخ برگزید. منتقد نشریه لس‌آنجلس تایمز نیز این عنوان را سردترین فیلم انگلیسی می‌داند و از آن با عنوان “به طرز درخشانی یخی” یاد می‌کند. این روایت درخشان و خرابکارانه از روابط بین طبقات مختلف جامعه و تغییر زمان، نظر مثبت پیتر بردشاو، منتقد گاردین را نیز به خود جلب کرده است. آدام اسمیت منتقد Empire معتقد است “تعریف کردن این فیلم قطعا دشوار است” چرا که این قطعه “با ژانرها، قدرت روابط و ذهن شما” درگیر می‌شود. منتقد Variety انتقادی در مورد فیلم دارد و آن این است که “فیلم پیشخدمت 1963 در بیشتر موارد یک نمایش قوی دراماتیک است، اما موفق نشده این جو و تنش را تا به انتها حفظ کند”.